# اوپالووانکا
اوپالووانکا (به لهستانی:  Opalowanka) یک روستا در لهستان است که در گمینا چرمخا واقع شده‌است.